# Archiatriplex
Archiatriplex é um género botânico pertencente à família Amaranthaceae.

## Espécies
- Archiatriplex nanpinensis